# Sevadžtu
Sankenre Sevadžtu je bil šritiintrideseti faraon Trinajste egipčanske dinastije, ki je vladala v drugem vmesnem obdobju Egipta. Vladal je iz Memfisa, tri leta in dva do štiri mesece od leta 1675 pr. n. št.

## Dokazi
Sevadžtu ni znan iz nobenega primarnega dokumenta ampak samo s Torinskega seznama kraljev. Vzrok za pomanjkanje dokazov bi lahko bilo upadanje moči Trinajste dinastije. Sevadžtu  je kot  Inijev naslednik vpisan v 5. vrstici 7. kolone Torinskega seznama kraljev. Ob imenu je vpisana tudi dolžina njegovega vladanja.
Kim Ryholt domneva, da je  Sevadžtu dokazan  tudi na Karnaškem seznamu kraljev, vendar zaradi pisne napake pod drugim imenom. Na Karnaškem seznamu sta dva priimka Sevadženre in dva priimka Snefer[...]re. Ryholt poudarja, da je znan samo en vladar s tem priimkom in zato domneva, da preostali imeni pripadata Saneknre Sevadžtuju in Seankenre Mentuhotepiju.

## Kronološki položaj
Natančen kronološki položaj Sevadžtuja v Trinajsti dinastiji ni znan zaradi nezanesljivih kronoloških položajev njegovih predhodnikov. Darrell Baker ga ima za štiriintridesetega vladarja v dinastiji,  Kim Ryholt za petintridesetega in Jürgen von Beckerath za devetindvajsetega.